# Giulio Sanuto

Eine Reproduktion von Livio Sanuto: Venus und Adonis nach Tizian gezeichnet und gestochen

Giulio Sanuto (* 1540 wahrscheinlich in Venedig; † 1588 in Italien) war ein italienischer Zeichner und Kupferstecher.
Giulio Sanuto stammte aus einer venezianischen Patrizier-Familie. Ein Bruder von ihm war der Kosmograph und Mathematiker Livio Sanuto (um 1520–1576), zu dem er zeitlebens  ein enges Verhältnis gehabt hat.
Als Zeichner und Kupferstecher hat Giulio Sanuto wohl hauptsächlich Bilder bekannter Maler reproduziert wie zum Beispiel den Bacchantenzug von Domenico Campagnola (1500–1564) oder Die heilige Familie mit Heiligen von Raffael (1483–1520).
Recht bedeutsam ist die Mitwirkung von Giulio Sanuto an dem Werk seines Bruders gewesen. So hat er mit Livio Sanuto zusammen Erdgloben hergestellt, Karten zu dessen Afrika-Atlas (Geografia dell' Africa) gestochen und ihn (zwölf Jahre nach Livios Tod) im Jahre 1588 veröffentlicht. — Ohne die Tatkraft von Giulio Sanuto wäre dieses beachtliche geographische Werk des Livio Sanuto der Menschheit wahrscheinlich nie zur Verfügung gestellt worden.